# Krzysztof Płomiński
Krzysztof Andrzej Płomiński (ur. 29 sierpnia 1947 w Wojciechowie) – polski politolog i dyplomata, urzędnik państwowy, ambasador Rzeczypospolitej Polskiej w Iraku (1990–1996) i Arabii Saudyjskiej (1999–2003).

## Życiorys

### Wykształcenie
Uczęszczał do szkoły podstawowej w Gomunicach oraz do III Liceum Ogólnokształcącego im. Juliusza Słowackiego w Piotrkowie Trybunalskim (1961–1965). W 1965 rozpoczął studia prawnicze na Uniwersytecie Łódzkim. W 1966 dostał się na Moskiewski Państwowy Instytut Stosunków Międzynarodowych (MGIMO). Od 1967 był przewodniczącym Zrzeszenia Studentów Polskich MGIMO, a od 1968 moskiewskiego ośrodka ZSP. Grał w studenckim zespole muzycznym, z którym objeżdżał Związek Socjalistycznych Republik Radzieckich. W 1971 otrzymał w MGIMO tytuł zawodowy magistra stosunków międzynarodowych ze specjalizacją w zakresie Bliskiego Wschodu i Północnej Afryki. Kształcił się także na rocznym Studium Podyplomowym Służby Zagranicznej przy Wyższej Szkole Nauk Społecznych przy KC PZPR (koniec lat 70.) oraz w Haskiej Akademii Prawa Międzynarodowego (1986).

### Praca zawodowa
W 1971 został zatrudniony w Ministerstwie Spraw Zagranicznych (MSZ). W 1972 objął stanowisko w Ambasadzie w Trypolisie w Libii, początkowo był na etacie Ministerstwa Handlu Zagranicznego (MHZ), a od 1974 na etacie MSZ. W 1975 powrócił do centrali MSZ, gdzie zajmował się m.in. stosunkami z Libią, Egiptem, Sudanem, Ligą Państw Arabskich oraz udziałem Polski w misjach pokojowych ONZ na Bliskim Wschodzie. Od stycznia 1981 do lutego 1985 przebywał w Ambasadzie w Ammanie w Jordanii (na etacie MHZ i MSZ), awansując na stanowisko I sekretarza. W latach 1985–1987 pracował w centrali MSZ na wcześniejszym stanowisku. W 1987 został awansowany na zastępcę dyrektora Departamentu Afryki i Bliskiego Wschodu (DABW). Od drugiej połowy lat 70. do 1990 należał do Polskiej Zjednoczonej Partii Robotniczej.
W październiku 1990 objął urząd ambasadora RP w Iraku. Funkcję tę pełnił do 1996, m.in. w trakcie wojny w Zatoce Perskiej (odpowiadając za ewakuację i reaktywację placówki), pośrednio będąc także zaangażowanym w operację Samum. W późniejszym okresie pełnił funkcję dziekana korpusu dyplomatycznego. W latach 1996–1998 był wicedyrektorem DABW MSZ. 16 października 1999 został oficjalnie pierwszym po utworzeniu placówki ambasadorem RP w Arabii Saudyjskiej. Kadencję zakończył 20 listopada 2003. Po powrocie, do października 2006, był dyrektorem DABW MSZ. Od 2007 do 2009 pracował w sektorze prywatnym jako dyrektor ds. krajów Bliskiego Wschodu w należącym do Aleksandra Gudzowatego Przedsiębiorstwie Handlu Zagranicznego Bartimpex (przebywał wówczas na urlopie bezpłatnym w MSZ). Został również członkiem rady Związku Pracodawców „Lewiatan”. Pod koniec 2009 wrócił do MSZ na stanowisko w Departamencie Wschodnim do spraw relacji z Uzbekistanem i Tadżykistanem. 26 sierpnia 2013 przeszedł na emeryturę.
W 2019 opublikował wspomnienia pt. Arabia incognita. Raport polskiego ambasadora.

## Życie prywatne
Syn Marianny i Kazimierza. Brat Wiesława i Zbigniewa. Od 1972 do lat 90. był żonaty z Barbarą, z którą ma syna Jarosława, radcę prawnego. W połowie lat 90. zawarł związek małżeński z Renatą.
Posługuje się językami: arabskim, francuskim, rosyjskim i angielskim. Jest również filatelistą.

## Odznaczenia i wyróżnienia
- Krzyż Oficerski Orderu Odrodzenia Polski (w uznaniu wybitnych zasług w służbie zagranicznej, za osiągnięcia w podejmowanej z pożytkiem dla kraju pracy zawodowej i działalności dyplomatycznej, 2010)[27]
- Krzyż Kawalerski Orderu Odrodzenia Polski (za wybitne zasługi w służbie dyplomatycznej, 1997)[28]
- Order Króla Abdulaziza(inne języki) I klasy (2004)[29]
- Srebrna Odznaka Zrzeszenia Studentów Polskich[30]